# 북부땃쥐텐렉
북부땃쥐텐렉(Microgale jobihely)은 텐렉과에 속하는 포유류의 일종이다. 마다가스카르섬의 토착종으로 차라타나나산지의 남서쪽 경사면 상에 제한적으로 분포하며, 해발 고도 1420m에서 1680m 사이에서 발견된다. 자연서식지는 산지삼림(山地森林, Montane forest)이다. 가장 가까운 종은 널리 분포하는 코완땃쥐텐렉이다. 농업을 위한 개간과 벌목으로 인한 산림훼손으로 서식지가 사라져 멸종 위험에 놓여 있다.